# Robert van Sice
Robert van Sice (Stati Uniti, ...) è un percussionista e suonatore di marimba statunitense.

## Biografia
Robert van Sice ha fatto moltissime tournée e registrazioni, attualmente insegna alla Yale School of Music e al Peabody Conservatory of Music ed è stato recentemente invitato a far parte della facoltà del Curtis Institute of Music. Oltre ad essere un valido insegnante ed esecutore, Van Sice ha la sua linea di mazzuole per marimba della Vic Firth e una linea di marimba firmati della Adams Musical Instruments.
Una figura importante nella comunità europea delle percussioni per molti anni, Van Sice ha tenuto il primo recital di marimba da solista al Concertgebouw di Amsterdam nel 1989 e ha insegnato al Conservatorio di Rotterdam e al Darmstädter Ferienkurse.
Tra i suoi ex studenti ci sono i quattro membri del gruppo da camera So Percussion.